# Diplomaragna dalnegorica
Diplomaragna dalnegorica är en mångfotingart som beskrevs av Mikhaljova 1993. Diplomaragna dalnegorica ingår i släktet Diplomaragna och familjen Diplomaragnidae. Inga underarter finns listade i Catalogue of Life.